# Margarete Gebhardt
Anna Gertrud Viktoria Margarete  Gebhardt (genannt „Grete“; * 16. August 1870 in Crossen an der Oder, Neumark, Provinz Brandenburg; † nach 1942) war eine deutsche Lehrerin, Schriftstellerin und Regionalhistorikerin.

## Leben
Margarete Gebhardt war das jüngste Kind eines Juweliers und einer Pfarrerstochter. Sie hatte einen ältesten Bruder und zwei Schwestern. Der Bruder wurde Pfarrer. Die ältere Schwester Florentine Gebhardt wurde Lehrerin und Schriftstellerin, die andere Schwester Marie Elisabeth „Lise“ wurde ebenfalls Lehrerin.
Margarete Gebhardt besuchte die Höhere Mädchenschule in Crossen und anschließend eine Molkereischule. 1897 arbeitete sie als Fleischbeschauerin. Danach zog sie nach Tegel bei Berlin, wo auch ihre Schwester Florentine lebte. Dort legte sie Prüfungen zur Haushaltsleherin, Handarbeitslehrerin, Zeichenlehrerin und Volksschullehrerin ab.
Danach arbeitete sie als Lehrerin, wahrscheinlich zuerst in oder bei Berlin, spätestens ab 1925 in Sorau in der Niederlausitz, dort wahrscheinlich an einer Volksschule und möglicherweise später am Lyzeum für Mädchen. Seit etwa 1929 war sie Konrektorin, 1930 ging sie in den Ruhestand.
Margarete Gebhardt war sehr aktiv im Verein für die Geschichte Soraus und des Sorauer Handwerkervereins tätig, für den sie Schriftführerin und Archivarin war. 1928 wohnte sie in der Priebuser Straße 55, später in der Ehrlichstraße 7, danach in der Ehrlichstraße 7.

## Schriftstellerisches Werk
Margarete Gebhardt veröffentlichte Erzählungen und Bühnenstücke für Jugendliche (wahrscheinlich Mädchen). Ihr umfangreichstes Werk waren Sagen und Geschichten aus der Lausitz. Für die Jugend erzählt. Die Sage Die Losbitte (1922) verfasste sie 1927 nochmals als Drehbuch für das Theater. Sie war auch Mitarbeiterin des Sorauer Tageblatts, der Lausitzer Heimatblätter und des Lausitzer Flurbuchs, außerdem veröffentlichte sie mehrere Artikel über den Verein für die Geschichte Soraus.
Margarete Gebhardt illustrierte auch zwei Bücher ihrer Schwester Florentine.

### Geschichten und Theaterstücke
- Wer nützt am meisten? Eine Aufführung für Kinder (Bühnenstück). Höfling, München 1919
- Sagen und Geschichten aus der Lausitz. Für die Jugend erzählt.  Rauert & Pittius, Sorau:
  - Der Raub der Fürstin (1921)
  - Die Losbitte (1922)
  - Der Lindwurm (1922)
  - Das Sühnekreuz (1922)
  - Das Raubschloss (1922)
  - Sankt Barbara (1923)
  - Das Riesenschloss (1923)
  - Burg Wunzen (1923)
  - Die Dingtage in Sakrow (1924)
  - Der Tag von Pförten (1924)
  - Der Pfingstdienstag in Sorau (1926)
  - Nickel von Rothe (1926)
- Die Losbitte. Ein Spiel fürs Volk nach einem mittelalterlichen Brauch in 2 Bildern (Bühnenstück). Verlag G. Danner, Mühlhausen i. Thür. 1927.

### Weitere Textveröffentlichungen
- Sechzig Tomaten-Gerichte. Verlag Deutsche Tageszeitung, Berlin 1916.
- Zur Geschichte der Rechtsprechung und der Gerichtsbarkeit in Stadt und Herrschaft Sorau; nach Auszügen aus Gesetzen, Erlassen, Urkunden, Chroniken, in Sorauer Tageblatt, 1928.
- Von dem Scharfrichter zu Sorau, seinen Pflichten und seiner Besoldung und anderes mehr; auf Grund der Bestallung von 1656 (Blätter aus einem Sorauer Stadtbuch, Archiv des Heimatmuseums) und aus den Akten des Geheimen Staatsarchivs Berlin-Dahlem, in Sorauer Tageblatt, 1929.
- Was mir die Sorauer Bürgerbücher erzählten. Plauderei. In: Sorauer Tageblatt, Januar 1932.
- Sorauer Zinngießer und was von ihrer Kunst auf uns kam. Plauderei, in Sorauer Tageblatt. 1934.
- Balthasar Erdmann von Promnitz als Volkswirt, in Sorauer Tageblatt,  1935.
- Zum Abbruch der Scharfrichterei in Sorau 1934, in Sorauer Tageblatt vom 1. Februar 1935
- Die kulturelle Tätigkeit des Vereins für die Geschichte Soraus seit 1883, in Sorauer Tageblatt vom 3./4. und 6. März 1935
- Studiendirektor Dr. E. Engelmann - Sorau 80 Jahre. In: Niederlausitzer Mitteilungen. Band 29, Guben 1941, S. 195–196

### Illustrationen
- Florentine Gebhardt: Vom Urquell. Bilder und Gestalten aus dem Alten Testament, in Gedichten. R. Zacharias, Magdeburg 1910[10]
- Florentine Gebhardt: Fränkische Wunder. Eine Sommerfahrt durchs Frankenland; mit Sagen und Mären; erzählt. für die reifere Jugend beiderlei Geschlechts und alle die Romantik lieben. R. Zacharias, Magdeburg 1927.[11]